# Marin Alsop
Marin Alsop (sinh 1956) là một nghệ sĩ vĩ cầm và là nữ nhạc trưởng người Mỹ. Bà là giám đốc âm nhạc của Dàn nhạc Giao hưởng Baltimore và nhạc trưởng chính của dàn nhạc giao hưởng São Paulo.

## Sự nghiệp
Marin Alsop sinh sinh ngày 16 tháng 10 năm 1956) tại New York, cha mẹ bà là những nhạc sĩ chuyên nghiệp. Bà đã học tại Đại học Yale, nhưng sau đó chuyển sang học tại trường Juilliard. Bà đã lấy bằng thạc sĩ của môn vĩ cầm. Năm 1989, bà đạt giải thưởng Koussevitzky cho sinh viên xuất sắc tại trung tâm âm nhạc Tanglewood.
Từ năm 1992, Marin Alsop làm giám đốc âm nhạc của Liên hoan âm nhạc đương đại Cabrillo ở Santa Cruz, California. Từ năm 1993 đến năm 2005, bà là nhạc trưởng chính đầu tiên và sau đó giám đốc âm nhạc của Dàn nhạc giao hưởng Colorado. Alsop cũng đã từng là giám đốc âm nhạc của dàn nhạc giao hưởng Eugene ở Eugene, Oregon. Ngày 20 tháng 9 năm 2005, Alsop đã trở thành nhạc trưởng đầu tiên nhận được học bổng MacArthur.
Tháng 9 năm 2007, Alsop được bổ nhiệm làm giám đốc âm nhạc thứ 12 của Dàn nhạc Giao hưởng Baltimore (Baltimore SO), Alsop là người phụ nữ đầu tiên được giữ vị trí này ở một dàn nhạc lớn của Mỹ. Vì là một nữ nhạc trưởng đầu tiên nên Alsop đã từng phải đối mặt với những định kiến, sự bất hợp tác và thậm chí với những phân biệt đối xử. Tháng 6 năm 2009, dàn nhạc đã thông báo gia hạn hợp đồng của với bà trong 5 năm cho đến tháng 8 năm 2015. Tháng 7 năm 2013, Baltimore SO đã công bố thêm phần mở rộng của hợp đồng với việc bà là giám đốc âm nhạc cho các mùa giải 2020-2021.
Với công việc giám đốc âm nhạc, Alsop đã có rất nhiều sáng kiến mới lạ như công bố một chương trình giáo dục mới với tên gọi "OrchKids". Theo đó, những trẻ em kém may mắn sẽ được giảng dạy âm nhạc miễn phí. Năm 2008, Alsop được bầu làm Uỷ viên của Học viện Mỹ thuật và Khoa học..

## Các công việc ngoài bên ngoài nước Mỹ
Tại Anh, Alsop đã từng là nhạc trưởng, khách mời chính của Dàn nhạc Quốc gia Hoàng gia Scotland và thành phố London Sinfonia. Alsop đã chỉ huy chính Dàn nhạc giao hưởng Bournemouth (Bournemouth SO) năm 2002-2008.
Ngày 07 Tháng 11 năm 2007, Alsop được nhận được bằng Tiến sĩ danh dự trong lĩnh vực âm nhạc của Đại học Bournemouth. Alsop phục vụ như là một Artist-in-Residence tại Trung tâm Southbank, London, cho mùa giải 2011-2012. Năm 2012, Alsop đã trở thành nhạc trưởng chính của dàn nhạc giao hưởng nhà nước: São Paulo. Bà đã có một chuyến du lịch châu Âu cùng với dàn nhạc São Paulo.
Ngày 07 tháng 09 năm 2013, Marin Alsop trở thành người phụ nữ đầu tiên điều khiển chương trình hòa nhạc giao hưởng nổi tiếng của Anh Last Night of the Proms, một chương trình uy tín được tổ chức thường niên từ năm 1895 đến nay.

## Gia đình
Từ năm 1990, Alsop sống chung với Kristin Jurkscheit, một nữ nhạc sĩ chơi kèn cor và hai người có một con trai.

## Tác phẩm
Alsop tiến hành thu âm Album đầu tiên của mình vào năm 2000 cùng với Dàn nhạc Hoàng gia Scotland trong một số tác phẩm của Samuel Barber, được phát hành vào giữa năm 2001-2004. Năm 2003, bà phát hành đĩa đầu tiên của Leonard Bernstein khi bà thu âm với Bournemouth SO và Chorus. Năm 2005, Album của Alsop sản xuất cùng Candide Bernstein với New York Philharmonic Orchestra đã được đề cử giải Emmy.
Tháng 6 năm 2006, Alsop tiến hành thu âm cùng Baltimore SO và nghệ sĩ violin Joshua Bell trong Concerto John Corigliano cho Violin và dàn nhạc, đĩa này được ghi lại bởi Sony Classics và phát hành đầu tháng 9 năm 2007. Bà cũng dẫn đầu ở Baltimore SO khi lần đầu tiên phát hành sống ghi âm cùng dàn nhạc trên iTunes.
Trong năm 2009, Alsop phát hành một bản ghi âm của Thánh Lễ Leonard Bernstein với Baltimore SO và đã kiếm được một đề cử Grammy cho Album cổ điển hay nhất. Đến năm 2010, thu âm của bà trong bộ gõ Concerto Jennifer Higdon với London Philharmonic Orchestra và nghệ sĩ độc tấu Colin Currie đã giành một giải Grammy cho hay phần cổ điển đương đại.
Phát hành gần đây nữa là bản giao hưởng 7 & 8 với Baltimore và tác phẩm của Harris, Copland và Barber. Trong năm 2012, Alsop và Baltimore SO cũng đã phát hành một bản ghi âm của Mahler Bản giao hưởng số 1, cũng trên Naxos.

## Câu nói
- "Đương nhiên tôi rất vinh dự, tự hào và phấn khích, thậm chí nhiều lúc tôi phát run lên. Nhưng tôi không thể cảm thấy thỏa mãn khi chỉ có mình mình đạt được những thành tích này. Tôi muốn có những nữ nhạc trưởng thứ 2, thứ 3, thứ 20, thứ 100… xuất hiện tiếp theo đây".
- "Sự phân biệt này không chỉ đến từ các đồng nghiệp mà ngay cả từ phía khán giả. Mọi người cảm thấy không quen, thậm chí không thoải mái trước sự hiện diện của một nữ nhạc trưởng. Họ quen rằng đã bước ra sân khấu với cây đũa chỉ huy, đó hẳn phải là một người đàn ông mặc áo tuxedo...".